# Campionati italiani di nuoto
I Campionati italiani di nuoto (nome ufficiale, per ragioni di sponsor, Campionati italiani assoluti Unipol) sono la massima competizione natatoria individuale in Italia. Organizzati dalla Federazione Italiana Nuoto, si svolgono tre volte all'anno (le edizioni si denominano "primaverili", "estivi", "invernali"). Gli atleti vincitori ricevono il titolo di campioni d'Italia.
Le edizioni si svolgono alternativamente in vasca lunga e vasca corta; la scelta è in genere dettata dalle competizioni internazionali più vicine, in quanto i campionati italiani possono fungere da gare di qualificazione alle suddette.

## Cronistoria
Nei primi campionati le gare si disputavano su distanze non olimpiche, come lo stadio e il miglio marino; inoltre, i campi di gara non erano delimitati, trovandosi in tratti di mare, lago, fiumi o canali e gli stili non erano codificati come oggi: si sono  infatti viste gare di nuoto sul fianco, a bracciate e "indumentali" (nuotando vestiti); in generale, gli stili che non fossero il primitivo stile libero nuotato allora, venivano chiamati "artistici".
|          |                                                                 |                                                 |                                                    |                               |                                     |
| assoluti | ---                                                             | ---                                             | ---                                                | 1898, Lago Anguillara Sabazia | 1899, Lago Como                     |
| assoluti | 1900, Non disputati                                             | 1901, Lago Como                                 | 1902, Lago Arona                                   | 1903, Lago Arona e Bracciano  | 1904, Lago Lecco                    |
| assoluti | 1905, Lago Bracciano                                            | 1906, Lago Pallanza                             | 1907, Lago Salò                                    | 1908, Lago Omegna             | 1909, Lago Passignano sul Trasimeno |
| assoluti | 1910, Fiume, lago e mare Milano, Salò e Santa Margherita Ligure | 1911, Fiume, lago e mare Padova, Stresa e Nervi | 1912, Fiume, lago e mare Firenze, Pusiano e Napoli | 1913, Lago Albano             | 1914, Lago Stresa                   |
|          |                                                                 |                                                 |                                                    |                               |                                     |

Le edizioni disputate dopo la prima guerra mondiale si adeguarono al programma dei giochi olimpici; furono dunque allestiti campi di gara delimitati all'esterno e con le corsie separate da galleggianti. Comunque, per molti anni, le sedi di gara sono state campi a lago, campi a mare o piscine di varie lunghezze, a seconda delle possibilità della sede prescelta. Dal 1921 si disputano anche le gare femminili, sebbene con un programma diverso rispetto a quello maschile, e in molte occasioni addirittura in sedi e date diverse. Dal secondo dopoguerra i campionati vengono svolti con i due sessi nella stessa manifestazione. All'inizio degli anni cinquanta si formalizza la nascita dello stile farfalla.
|          |                                          |                                             |                                                |                                                 |                                                |
| assoluti | dal 1915 al 1918, Non disputati          | 1919, 100 m, lago Como                      | 1920, 100 m, mare La Spezia                    | 1921, 100 m, lago Passignano sul Trasimeno      | 1922, 100 m, mare Abbazia                      |
| assoluti | 1923, 100 m Roma                         | 1924, 100 m, mare Pesaro                    | 1925, 50 m, lago Pusiano                       | 1926, 50 e 100 m, mare Sampierdarena            | 1927, 50 m Bologna                             |
| assoluti | 1928, 50 m Roma                          | 1929, 50 m Roma                             | 1930, 50 m Bologna                             | M., 1931, 50 m, F. Bologna e Roma               | M., 1932, 50 m, F. Bologna e Acqui Terme       |
| assoluti | 1933, 50 m Roma                          | 1934, 50 m Roma                             | 1935, 33 e 50 m Milano                         | 1936, 50 m Roma                                 | M., 1937, 33 e 50 m, F. Genova e Levico (lago) |
| assoluti | M., 1938, 50 m, F. Roma e Trieste (mare) | M., 1939, 50 m, F. Trieste (mare) e Bolzano | M., 1940, 50 m, mare, F. Chiavari e Venezia    | M., 1941, 33 e 50 m, F. Milano e Trieste (mare) | M., 1942, 33 e 50 m, F. Genova e Modena        |
| assoluti | 1943 e 1944, Non disputati               | M., 1945, 50 e 33 m, F. Roma e Dalmine      | M., 1946, 33 e 50 m, F. Milano e Levico (lago) | M., 1947, 50 m, mare, F. Chiavari e Trieste     | M., 1948, 33 e 50 m, F. Torino e Merano        |
| assoluti | M., 1949, 50 e 25 m, F. Roma e Torino    | 1950, 33 m Genova                           | 1951, 50 m, mare Napoli                        | 1952, 33 m Torino                               | 1953, 50 m Roma                                |
|          |                                          |                                             |                                                |                                                 |                                                |

Nel 1954 c'è la prima edizione dei campionati primaverili, chiamati "indoor" per anni poiché erano gli unici disputati in piscine coperte. Dalla fine degli anni cinquanta i campionati vengono tenuti solo in vasche di lunghezza standard (50 o 25 metri), e questo standardizzerà le distanze delle gare. Negli anni sessanta, seguendo l'aumento delle gare che avviene nelle competizioni internazionali, vengono inseriti in programma i 200 m dorso, i 100 m rana, i 100 m farfalla e le gare dei misti, nonché i 200 e gli 800 m stile libero femminili la staffetta 4 x 100 m stile libero maschile. Il programma rimarrà stabile per parecchi anni, fino all'introduzione definitiva dei 50 m stile libero negli anni ottanta.
|                    |      |                                         |      |                              |      |                                         |      |                                      |      |                                              |
| primaverili estivi | ---  | ---                                     | 1954 | 33 m, Milano 50 m, Genova    | 1955 | 33 m, Bologna 50 m, Terni               | 1956 | 33 m, Genova 50 m, Napoli            | 1957 | 33 m, Torino 50 m, Milano (M.) e Genova (F.) |
| primaverili estivi | 1958 | 50 m, Roma 50 m, Torino                 | 1959 | 50 m, Roma 50 m, Genova      | 1960 | 50 m, Roma 50 m, Roma                   | 1961 | 50 m, Napoli 50 m, Torino            | 1962 | 25 m, Torino 50 m, Roma                      |
| primaverili estivi | 1963 | 25 m, Bologna 50 m, Milano              | 1964 | 25 m, Milano 50 m, Napoli    | 1965 | 50 m, Napoli 50 m, Milano               | 1966 | 50 m, Roma 50 m, Torino              | 1967 | 25 m, Milano 50 m, Firenze                   |
| primaverili estivi | 1968 | 25 m, Milano 50 m, Milano               | 1969 | 25 m, Livorno 50 m, Napoli   | 1970 | 25 m, Varese 50 m, Catania              | 1971 | 25 m, Asti 50 m, Milano              | 1972 | 50 m, Roma 50 m, Torino                      |
| primaverili estivi | 1973 | 50 m, Roma 50 m, Livorno                | 1974 | 50 m, Roma 50 m, Firenze     | 1975 | 50 m, Roma 50 m, Padova                 | 1976 | 25 m, Rapallo 50 m, Milano           | 1977 | 50 m, Roma 50 m, Chiavari                    |
| primaverili estivi | 1978 | 50 m, Roma 50 m, Milano                 | 1979 | 50 m, Roma 50 m, Firenze     | 1980 | 50 m, Torino 50 m, Modena               | 1981 | 50 m, Como 50 m, Torino              | 1982 | 50 m, Como 50 m, Chiavari                    |
| primaverili estivi | 1983 | 50 m, Palermo 50 m, Roma                | 1984 | 25 m, Ravenna 50 m, Bari     | 1985 | 25 m, Loano 50 m, Pesaro                | 1986 | 25 m, Torino 50 m, Città di Castello | 1987 | 25 m, Loano 50 m, Catania                    |
| primaverili estivi | 1988 | 50 m, Firenze 50 m, San Donato Milanese | 1989 | 50 m, Ravenna 50 m, Genova   | 1990 | 50 m, Firenze 50 m, San Donato Milanese | 1991 | 50 m, Firenze 50 m, Pesaro           | 1992 | 50 m, Firenze 50 m, Pesaro                   |
| primaverili estivi | 1993 | 50 m, Firenze 50 m, Roma                | 1994 | 50 m, Firenze 50 m, Riccione | 1995 | 50 m, Firenze 50 m, San Donato Milanese | 1996 | 50 m, Livorno 50 m, Catania          | 1997 | 50 m, Livorno 50 m, San Donato Milanese      |
|                    |      |                                         |      |                              |      |                                         |      |                                      |      |                                              |

Nel 1998 si inaugura una nuova edizione dei campionati, quella invernale, disputata all'inizio della stagione (in novembre o dicembre): entrano in calendario le gare sulla distanza dei 50 metri in tutti gli stili e, in alcune edizioni degli invernali, le staffette 4x50 metri a stile libero e miste. Nel 2010, dopo 57 edizioni in vasca lunga, i campionati estivi non vengono disputati sulla distanza dei 50 metri. Nel 2012, per evitare sovrapposizioni con i XXX Giochi olimpici, non si disputano i campionati estivi. Dal 2013 il gruppo finanziario Unipol è il Main Sponsor della Manifestazione.
|                              |      |                                             |      |                                             |      |                                               |      |                                             |      |                                             |
| primaverili estivi invernali | 1998 | 50 m, Livorno 50 m, Bari 25 m, Desenzano    | 1999 | 50 m, Genova 50 m, Asti 25 m, Desenzano     | 2000 | 50 m, Torino 50 m, Monfalcone 25 m, Desenzano | 2001 | 50 m, Livorno 50 m, Genova 25 m, Imperia    | 2002 | 50 m, Brescia 50 m, Gubbio 25 m, Camogli    |
| primaverili estivi invernali | 2003 | 50 m, Ravenna 50 m, Riccione 25 m, Camogli  | 2004 | 50 m, Livorno 50 m, Pesaro 25 m, Treviso    | 2005 | 50 m, Riccione 50 m, Pesaro 25 m, Trieste     | 2006 | 50 m, Riccione 50 m, Pesaro 50 m, Livorno   | 2007 | 50 m, Livorno 50 m, Pesaro 50 m, Riccione   |
| primaverili estivi invernali | 2008 | 50 m, Livorno 50 m, Spresiano 25 m, Genova  | 2009 | 50 m, Riccione 50 m, Pescara 25 m, Riccione | 2010 | 50 m, Riccione 25 m, Roma 25 m, Riccione      | 2011 | 50 m, Riccione 25 m, Ostia 50 m, Riccione   | 2012 | 50 m, Riccione non disputati 50 m, Riccione |
| primaverili estivi invernali | 2013 | 50 m, Riccione non disputati 50 m, Riccione | 2014 | 50 m, Riccione 50 m, Roma 50 m, Riccione    | 2015 | 50 m, Riccione non disputati 50 m, Riccione   | 2016 | 50 m, Riccione non disputati 50 m, Riccione | 2017 | 50 m, Riccione 50 m, Roma 25 m, Riccione    |
| primaverili estivi invernali | 2018 | 50 m, Riccione 50 m, Roma 25 m, Riccione    | 2019 | 50 m, Riccione 50 m, Roma 50 m, Riccione    | 2020 | non disputati 50 m, Roma 50 m, Riccione       | 2021 | 50 m, Riccione non disputati 25 m, Riccione | 2022 | 50 m, Riccione 50 m, Ostia 25 m, Riccione   |
| primaverili estivi invernali | 2023 | 50 m, Riccione non disputati 50 m, Riccione | 2024 | 50 m, Riccione non disputati 25 m, Riccione | 2025 | 50 m, Riccione                                | 2026 |                                             | 2027 |                                             |